# Amici (Star Trek: Generația următoare)
"Pen Pals" este un episod din al doilea sezon al serialul științifico-fantastic „Star Trek: Generația următoare”. Scenariul este scris de Melinda M. Snodgrass după o povestire de Hannah Louise Shearer; regizor este Winrich Kolbe. A avut premiera la 1 mai 1989 .

## Prezentare
Data se împrietenește cu o fetiță de pe o planetă condamnată la distrugere, încălcând astfel Prima Directivă.

## Vezi și
- 1989 în științifico-fantastic